# Ecuación de Gross-Pitáyevski
La ecuación de Gross–Pitáyevski (nombre de Eugene P. Gross y Lev Petróvich Pitáyevski) describe el estado base de un sistema cuántico de bosones idénticos utilizando la aproximación de 
Hartree–Fock y el modelo de interacción pseudopotencial.
En la aproximación de Hartree-Fock la función de onda total {\displaystyle \Psi } del sistema de {\displaystyle N} bosones es tomada como un producto de funciones de una sola partícula {\displaystyle \psi },
{\displaystyle \Psi (\mathbf {r} _{1},\mathbf {r} _{2},\dots ,\mathbf {r} _{N})=\psi (\mathbf {r} _{1})\psi (\mathbf {r} _{2})\dots \psi (\mathbf {r} _{N})}
donde {\displaystyle \mathbf {r} _{i}} es la coordenada del {\displaystyle i}-ésimo bosón.
El modelo pseudopotencial hamiltoniano del sistema es dado como
{\displaystyle H=\sum _{i=1}^{N}\left(-{\hbar ^{2} \over 2m}{\partial ^{2} \over \partial \mathbf {r} _{i}^{2}}+V(\mathbf {r} _{i})\right)+\sum _{i<j}{4\pi \hbar ^{2}a_{s} \over m}\delta (\mathbf {r} _{i}-\mathbf {r} _{j}),}
donde {\displaystyle m} es la masa del bosón, {\displaystyle V} es el potencial externo, {\displaystyle a_{s}} es la longitud de dispersión bosón-bosón, y {\displaystyle \delta (\mathbf {r} )} es la función delta de Dirac.
Si la función de onda de partícula satisface la ecuación de Gross-Pitaevski
{\displaystyle \left(-{\frac {\hbar ^{2}}{2m}}{\partial ^{2} \over \partial \mathbf {r} ^{2}}+V(\mathbf {r} )+{4\pi \hbar ^{2}a_{s} \over m}\vert \psi (\mathbf {r} )\vert ^{2}\right)\psi (\mathbf {r} )=\mu \psi (\mathbf {r} ),}
la función de onda total minimiza el valor de expectación del modelo hamiltoniano bajo condición de normalización {\displaystyle \int dV|\psi |^{2}=N}.
Es una ecuación modelo, para la función de onda de partícula en un condensado de Bose-Einstein. Es similar en forma a la ecuación de Ginzburg y a veces se conoce como la ecuación de Schrödinger no lineal. 
Un condensado de Bose-Einstein (CBE) es un gas de bosones que están en el mismo estado cuántico y por lo tanto puede ser descrito por la misma onda. Una partícula libre cuántica es descrita por una sola ecuación de Schrödinger. La interacción entre las partículas de un gas real, se tiene en cuenta por una ecuación de Schrödinger pertinente de muchos cuerpos. Si el espacio promedio entre las partículas de un gas es mayor que la longitud de dispersión (es decir, en el llamado límite de dilución), entonces uno puede aproximarse a la verdadera interacción potencial que presenta en esta ecuación por un pseudopotencial. La no linealidad de la ecuación de Gross–Pitáyevski tiene su origen en la interacción entre las partículas. Esto se hace evidente al igualar con cero la constante de acoplamiento de la interacción en la ecuación de Gross–Pitáyevski (véase la sección siguiente), en la que se recupera la ecuación de Schrödinger de una sola partícula, describiendo una partícula dentro de un potencial de confinamiento.

## Forma de la ecuación
La ecuación tiene la forma de la ecuación de Schrödinger con la adición de un término de interacción. El acoplamiento constante g, es proporcional a la longitud de dispersión {\displaystyle a_{s}} de dos bosones que interactúan entre sí: 
{\displaystyle g={\frac {4\pi \hbar ^{2}a_{s}}{m}}},
donde {\displaystyle \hbar } es la constante de Planck reducida y m es la masa de los bosones.
La densidad de energía es
{\displaystyle {\mathcal {E}}={\frac {\hbar ^{2}}{2m}}\vert \nabla \Psi (\mathbf {r} )\vert ^{2}+V(\mathbf {r} )\vert \Psi (\mathbf {r} )\vert ^{2}+{\frac {1}{2}}g\vert \Psi (\mathbf {r} )\vert ^{4},}
donde {\displaystyle \Psi } es la función de onda, o parámetro de orden, y v es un potencial externo.
Es la ecuación independiente del tiempo Gross–Pitáyevski, para un número conservado de partículas
{\displaystyle \mu \Psi (\mathbf {r} )=\left(-{\frac {\hbar ^{2}}{2m}}\nabla ^{2}+V(\mathbf {r} )+g\vert \Psi (\mathbf {r} )\vert ^{2}\right)\Psi (\mathbf {r} )}
donde {\displaystyle \mu } es el potencial químico. El potencial químico se encuentra desde la condición de que el número de partículas esté relacionada con la función de onda por
{\displaystyle N=\int \vert \Psi (\mathbf {r} )\vert ^{2}\,d^{3}r.}
De la ecuación de Gross–Pitáyevski independiente del tiempo, podemos encontrar la estructura de un condensado de Bose-Einstein en diversos potencialidades externos (por ejemplo, una trampa armónica).
La ecuación de Gross–Pitáyevski dependiente del tiempo es
{\displaystyle i\hbar {\frac {\partial \Psi (\mathbf {r} ,t)}{\partial t}}=\left(-{\frac {\hbar ^{2}}{2m}}\nabla ^{2}+V(\mathbf {r} )+g\vert \Psi (\mathbf {r} ,t)\vert ^{2}\right)\Psi (\mathbf {r} ,t).}
De la ecuación de Gross–Pitáyevski dependiente del tiempo podemos mirar la dinámica de la condensación de Bose-Einstein. Se utiliza para encontrar los modos colectivos de un gas confinado.

## Soluciones
Puesto que la ecuación de Gross–Pitáyevski es una ecuación diferencial parcial, es difícil encontrar soluciones exactas. Como resultado, las soluciones tienen que aproximarse a través de innumerables técnicas.

### Soluciones exactas

#### Partícula libre
La solución exacta más sencilla, es la de partícula libre, con {\displaystyle V(\mathbf {r} )=0},
{\displaystyle \Psi (\mathbf {r} )={\sqrt {\frac {N}{V}}}e^{i\mathbf {k} \cdot \mathbf {r} }.}
Esta solución se denomina solución de Hartree. Aunque satisface la ecuación Gross–Pitáyevski, deja un vacío en el espectro de energía debido a la interacción: 
{\displaystyle E(\mathbf {k} )=N\left[{\frac {\hbar ^{2}k^{2}}{2m}}+g{\frac {N}{2V}}\right].}
Según el teorema de Hugenholtz–Pines, un gas de Bose interactuando no presenta una brecha de energía (en el caso de las interacciones repulsivas).

#### Solitón
Un solitón unidimensional puede formarse en un condensado de Bose-Einstein, y dependiendo de si la interacción es atractiva o repulsiva, el solitón es brillante u oscuro. Ambos solitones son disturbios locales en un condensado con una densidad de fondo uniforme.
Si el CBE es repulsivo {\displaystyle g>0}, entonces una solución posible de la ecuación de Gross–Pitáyevski es
{\displaystyle \psi (x)=\psi _{0}\tanh \left({\frac {x}{{\sqrt {2}}\xi }}\right)},
donde {\displaystyle \psi _{0}} es el valor de la función de onda del condensado en {\displaystyle \infty }, y {\displaystyle \xi =\hbar /{\sqrt {2mn_{0}g}}}, es la longitud de coherencia. Esta solución representa al solitón oscuro, ya que existe un déficit de condensado en un espacio de densidad distinto de cero. El solitón oscuro también es un tipo de defecto topológico, desde {\displaystyle \psi } ronda entre valores positivos y negativos en el origen, correspondiente a un {\displaystyle \pi } cambio de fase.
Para {\displaystyle g<0}
{\displaystyle \psi (x,t)=\psi (0)e^{-i\mu t/\hbar }{\frac {1}{\cosh \left[{\sqrt {2m\vert \mu \vert /\hbar ^{2}}}x\right]}},}
donde el potencial químico es {\displaystyle \mu =g\vert \psi (0)\vert ^{2}/2}. Esta solución representa al solitón brillante, ya que hay una concentración de condensados en un espacio de densidad de cero.

### Soluciones variacionales
En sistemas donde una solución analítica exacta puede no ser factible, se puede hacer una aproximación variacional. La idea básica es hacer un Ansatz variacional para la función de onda con parámetros libres, conectarlo a la energía libre y minimizar la energía con respecto a los parámetros libres.

### Aproximación Thomas–Fermi
Si el número de partículas en un gas es muy grande, la interacción intermolecular es grande, por lo que el término de energía cinética puede ser despreciado de la ecuación de Gross–Pitáyevski. Esto se denomina la aproximación Thomas–Fermi.
{\displaystyle \psi (x,t)={\sqrt {\frac {\mu -V(x)}{NU_{0}}}}}

### Aproximación de Bogoliúbov
El tratamiento de Bogoliúbov de la ecuación Gross–Pitáyevski es un método que busca las excitaciones elementales de un condensado de Bose-Einstein. Para ello, la función de onda de condensado se aproxima por una suma de la función de onda de equilibrio {\displaystyle \psi _{0}={\sqrt {n}}e^{-i\mu t}} y una pequeña perturbación {\displaystyle \delta \psi }
{\displaystyle \psi =\psi _{0}+\delta \psi }
Esta formulación se inserta en la ecuación de Gross–Pitáyevski dependiente del tiempo y su conjugado, y se linealiza a primer orden en {\displaystyle \delta \psi }
{\displaystyle -{\frac {\hbar ^{2}}{2m}}\nabla ^{2}\delta \psi +V\delta \psi +g(2|\psi _{0}|^{2}\delta \psi +\psi ^{2}\delta \psi ^{*})=i\hbar {\frac {\partial \delta \psi }{\partial t}}}
{\displaystyle -{\frac {\hbar ^{2}}{2m}}\nabla ^{2}\delta \psi ^{*}+V\delta \psi ^{*}+g(2|\psi _{0}|^{2}\delta \psi ^{*}+\psi ^{2}\delta \psi )=i\hbar {\frac {\partial \delta \psi ^{*}}{\partial t}}}
Asumiendo para {\displaystyle \delta \psi }
{\displaystyle \delta \psi =e^{-i\mu t}(u({\boldsymbol {r}})e^{-i\omega t}-v^{*}({\boldsymbol {r}})e^{i\omega t})}
se encuentra el siguiente conjunto de ecuaciones diferenciales para {\displaystyle u} y {\displaystyle v}
{\displaystyle (-{\frac {\hbar ^{2}}{2m}}\nabla ^{2}+V+2gn-\mu -\hbar \omega )u-gnv=0}
{\displaystyle (-{\frac {\hbar ^{2}}{2m}}\nabla ^{2}+V+2gn-\mu +\hbar \omega )v-gnu=0}
Para un sistema homogéneo, es decir, para {\displaystyle V({\boldsymbol {r}})=0}, se puede asumir que {\displaystyle u} y {\displaystyle v} son ondas planas de impulso {\displaystyle {\boldsymbol {q}}}, lo que conduce al espectro de energía
{\displaystyle \hbar \omega =\epsilon _{\boldsymbol {q}}={\sqrt {{\frac {\hbar ^{2}{\boldsymbol {q}}^{2}}{2m}}\left({\frac {\hbar ^{2}{\boldsymbol {q}}^{2}}{2m}}+2gn\right)}}}
Para grandes {\displaystyle {\boldsymbol {q}}}, la relación de dispersión es cuadrática con {\displaystyle {\boldsymbol {q}}} como se esperaría de excitaciones no habituales por la interacción de partículas individuales. Para {\displaystyle {\boldsymbol {q}}} pequeñas, la relación de dispersión es lineal 
{\displaystyle \epsilon _{\boldsymbol {q}}=s\hbar q}
con {\displaystyle s={\sqrt {ng/m}}} la velocidad del sonido en el condensado. El hecho de que {\displaystyle \epsilon _{\boldsymbol {q}}/(\hbar q)>s} muestra, según criterio de Landau, que el condensado es un superfluido, lo que significa que si un objeto se mueve en el condensado a una velocidad inferior a s, no será energéticamente favorable para producir excitaciones, y el objeto se moverá sin disipación, que es característica de un superfluido. 
Se han realizado experimentos para probar esta superfluidez del condensado, usando un láser azul desintonizado bien enfocado.
La misma relación de dispersión se encuentra cuando el condensado se describe desde un enfoque microscópico utilizando el formalismo de la Segunda cuantización.